# Club Deportivo Atlético Marte
Ne doit pas être confondu avec Club Deportivo Marte.
Maillots
Le Club Deportivo Atlético Marte  est un club salvadorien de football basé à San Salvador. 

## Palmarès
- Coupe des champions de la CONCACAF
  - Finaliste : 1981

- Coupe des vainqueurs de coupe de la CONCACAF (1)
  - Vainqueur : 1991

- Championnat du Salvador (8)
  - Champion : 1955, 1956, 1957, 1969, 1970, 1980, 1982, 1985

- Championnat du Salvador de D2 (1)
  - Champion : 2009 (C)